# Stazione di Neunggok
La stazione di Neunggok (능곡역 - 陵谷驛, Neunggok-yeok ) è una stazione ferroviaria della città di Goyang, nella regione del Gyeonggi-do, in Corea del Sud, situata nel quartiere di Deogyang-gu. Presso la stazione passano i treni locali del servizio suburbano della linea Gyeongui-Jungang e alcuni regionali diretti alla zona demilitarizzata. La stazione è anche capolinea per la linea Gyooe, che tuttavia al 2015 risulta abbandonata.

## Struttura
La stazione, è dotata di quattro marciapiedi a isola, con nove binari totali. I due marciapiedi interni, con i relativi 4 binari, sono riservati ai treni metropolitani, mentre quelli esterni ai treni regionali, come il DMZ Train.
| 1-2 | DMZ Train        | per stazione di Seul                                  |
| 3-4 | ■ Linea Gyeongui | per Digital Media City, Seul, Yongsan e linea Jungang |
| 5-6 | ■ Linea Gyeongui | per Ilsan, Daegok e Munsan                            |
| 7-8 | DMZ Train        | per Munsan, Uncheon e Dorasan                         |

## Stazioni adiacenti
| «                               | Servizio       | »              |
| Linea Gyeongui                  | Linea Gyeongui | Linea Gyeongui |
| ------------------------------- | -------------- | -------------- |
| Haengsin                        | Locale         | Daegok         |
| L'espresso A/B/Daegok non ferma |                |                |